# Уметник у гладовању (збирка)
Уметник у гладовању је збирка од четири кратке приче Франца Кафке објављена у Немачкој 1924. године и последња збирка коју је Кафка сам припремио за објављивање. Кафка је успео да исправи лектуру током своје последње болести, али је књигу објавила издавачка кућа Die Schmiede неколико месеци након његове смрти.
Енглески превод Виле и Едвина Мјура објавила је издавачка кућа Schocken Books 1948. године у збирци „Кажњеничка колонија“. Све појединачне приче у збирци су такође раније преводили разни преводиоци.